# Laderas del Suroeste
Laderas del Suroeste (en inglés, South West Slopes) es una biorregión provisional australiana predominantemente en Nueva Gales del Sur. Cubre las laderas interiores inferiores de la Gran Cordillera Divisoria, que se extiende desde el norte de Cowra a través del sur de Nueva Gales del Sur hasta el oeste de Victoria. Más del 90% de la región se encuentra en el estado de Nueva Gales del Sur y ocupa aproximadamente el 10% de ese estado.

## Biorregión
La biorregión de las laderas del suroeste cubre las laderas interiores inferiores de la Gran Cordillera Divisoria que se extiende desde el norte de Cowra hasta el sur de Nueva Gales del Sur y el este de Victoria. Más del 90% de la región se encuentra en el estado de Nueva Gales del Sur y ocupa aproximadamente el 10% de ese estado, más de 80.000 km².
La biorregión incluye partes de las cuencas hidrográficas de los ríos Murray, Murrumbidgee, Lachlan y Macquarie.
La región se puede dividir en dos subregiones:
- Subregión de las laderas interiores del norte
- Subregión de las laderas inferiores

### Áreas protegidas
Las laderas del suroeste de Nueva Gales del Sur son algunas de las tierras más despejadas y alteradas del estado. La vegetación nativa permanece generalmente solo en parches pequeños y aislados. Continúa la compensación sustancial. Menos del 2% de la biorregión está protegida como reservas. Los esfuerzos de conservación se centran en los acuerdos de administración de tierras.
- Parques nacionales: Benambra, Conimbla, Goobang, Livingstone, Minjary, Nangar, Montañas Weddin, y Woomargama
- Reservas naturales: Avisford, Big Bush, Boginderra Hills, Buddigower, Burrinjuck, Copperhannia, Dananbilla, Dapper, Downfall, Ellerslie, Eugowra, Flagstaff Memorial, Ingalba, Koorawatha, Mudjarn, Mullengandra, Munghorn Gap, Narrandera, Nest Hill, Pucawan, Razorback, Tabletop, The Charcoal Tank,  The Rock, Ulandra, y Wiesners Swamp
- Sitios históricos: sitio histórico de Hill End, sitio histórico de la tumba aborigen de Yuranighs

### Ocupación humana
Las laderas del suroeste fueron ancestralmente ocupadas por el pueblo Wiradjuri, el grupo lingüístico aborigen más grande de Nueva Gales del Sur.
Las ciudades dentro de la biorregión desde Albury en el sur hasta Dunedoo en el noreste, incluyen Wagga Wagga, Junee, Cootamundra, Tumut, Tumbarumba, Gundagai y Young. Griffith se encuentra justo fuera del límite occidental y Crookwell se encuentra justo fuera del límite este de la biorregión.

## Área importante para las aves
Un área de 25 653 kilómetros cuadrados (9904,6 mi²), en gran parte coincidente con la biorregión, ha sido identificado por BirdLife International como una Área Importante para la Conservación de las Aves (IBA por sus siglas en inglés) porque alberga una importante población de invernada de loros migradores en peligro de extinción y la mayor parte de la población más grande de pericos soberbios vulnerables, así como poblaciones de mieleros pintados y diamantes moteados.
La mayor parte de la biorregión consta actualmente de terrenos modificados dedicados al cultivo de trigo y pastoreo de ovejas, con solo vestigios de su vegetación original. Parches remanentes de bosques y árboles grandes dispersos, especialmente de Eucalyptus sideroxylon, E. bridgesiana, E. microcarpa, E. albens, E. melliodora, E. polyanthemos, E. leucoxylon, E. camuldulensis y E. blakely, todavía proporcionan hábitat para los loros. Las áreas protegidas dentro del sitio incluyen varias reservas naturales y bosques estatales, así como los parques nacionales de las Montañas Livingstone y Weddin, y la reserva Tarcutta Hills . Las temperaturas medias anuales en la región son suaves; que van desde 10 grados Celsius (50,0 °F) para 16 grados Celsius (60,8 °F), con una precipitación anual de 500 milímetros (19,7 plg) - 1150 milímetros (45,3 plg).